# Liên đoàn các Hiệp hội bóng đá độc lập
Liên đoàn các Hiệp hội bóng đá độc lập (ConIFA) là liên đoàn của các hiệp hội bóng đá được thành lập năm 2013. Nơi đây tạo nên các đội tuyển đại diện cho các quốc gia, các vùng phụ thuộc, các quốc gia không được công nhận, dân tộc thiểu số, các dân tộc không quốc tịch, khu vực, và vi quốc gia (nói chung là không phải thành viên của FIFA). ConIFA tổ chức Giải vô địch bóng đá thế giới ConIFA, giải đấu lần đầu diễn ra năm 2014 tại Östersund, Thụy Điển.
Giải vô địch bóng đá châu Âu ConIFA lần đầu diễn ra vào tháng 6 năm 2015 tại Székely Land. Trong tương lai họ hy vọng tổ chức các giải vô địch dành cho nữ, giải đấu cup và siêu cúp dành cho các câu lạc bộ, và giải vô địch bóng đá bãi biển.

## Thành viên
Tính đến  năm 2021
| Châu Âu - Abkhazia - Artsakh - Bá quốc Nice - Chameria - Krym - Délvidék - Donetsk - Ellan Vannin (Đảo Man) - Felvidék (Thượng Hungary) - Franconia - Greenland - Helgoland - Lugansk - Monaco - Bắc Síp - Occitania - Padania - Raetia - Người Di-gan - Sápmi - Nam Ossetia - Székely Land - Transnistria - Tây Armenia | Châu Á - Arameans Suryoye - Kurdistan thuộc Iraq - Người Lezgi - Ryūkyū - Panjab - Tamil Eelam - Tây Tạng - Đông Turkestan - Liên Triều ở Nhật Bản Châu Phi - Barawa - Quần đảo Chagos - Darfur - Somaliland - Bản mẫu:Country data Matabeleland - Zanzibar | Châu Mỹ - [[File:\|23x15px\|border \|alt=\|link=]] Cascadia - Québec Châu Đại Dương - Kiribati - Mariya - Hawaii - Tuvalu |

Chỉ ít tháng sau khi gia nhập ConIFA, tuyển Quebec gia nhập Fédération de soccer du Québec, với mục tiêu FSQ nộp đơn xin gia nhập CONCACAF. Để đạt được điều này, đội tuyển sẽ chỉ được thi đấu với các đội tuyển quốc gia là thành viên đầy đủ của CONCACAF hay FIFA, và không còn tham dự bóng đá ngoài FIFA.